# Кардась, Адам
А́дам Кардась (пол. Adam Kardaś; 23 августа 2006, Гданьск) — польский футболист, полузащитник гданьской «Лехии».

## Биография
Родился в городе Гданьск и является воспитанником местной футбольной школы. С 2016 года с небольшим перерывом занимался футболом в академии гданьской «Лехии». В марте 2023 года подписал с клубом профессиональный контракт на пять лет.
Перед сезоном 2023/24 был внесён в заявку команды на участие в Первой лиге. 22 июля 2023 года в первом туре Первой лиги в выездном матче против «Хробры Глогув» дебютировал в первой команде, когда вышел на замену в конце матча.
В Экстракласе дебютировал 23 ноября 2024 года в проигранном (0:3) домашнем поединке против «Погони» из Щецина.